# Aloïse Moudileno Massengo
Aloïse Moudileno-Massengo, né le 11 mars 1933 à Vindza en république du Congo et mort  le 6 janvier 2020 à Vandœuvre-lès-Nancy,,, est le premier avocat congolais de l'histoire de la république du Congo.
Inscrit au barreau de Brazzaville en 1967, il fut ensuite ministre d'Alphonse Massamba-Débat puis de Marien Ngouabi et vice-président de la république du Congo.

## Biographie

### Origine, famille et formation
Aloïse Moudileno-Massengo est né en 1933 à Vindza (république du Congo), district de N’Ko, dans le département du Pool, deuxième enfant d'une famille de la communauté Lâri.
Aloïse Moudileno-Massengo fréquente en 1947 l’école primaire de Kindamba puis entre en 1948 au Petit Séminaire de Mbamou où il croise ou suit le chemin de plusieurs jeunes congolais qui joueront plus tard un rôle politique important (Lazare Matsocota, Emmanuel Ndébéka, Émile Biayenda). Après son BEPC en 1953, il entre en seconde au lycée Augagneur de Pointe-Noire, en compagnie de Louis Sylvain-Goma. En 1956, il obtient son baccalauréat de philosophie de l’académie de Bordeaux, préparé au lycée Savorgnan de Brazza à Brazzaville où il fait la connaissance de Pierre Nzé et André Milongo.
Admis à poursuivre des études supérieures en France, il entre au lycée Poincaré de Nancy, en classe préparatoire à l’École nationale de la France d'outre-mer (ENFOM). Mais l’entrée en vigueur de la loi-cadre Defferre votée en 1956 bouleverse les relations entre la France et les territoires de l’Union française, et la dernière promotion d’élèves-administrateurs est admise en 1956. Aloïse Moudileno-Massengo se réoriente vers les études de droit et, à la rentrée 1957, s’inscrit à la faculté de Droit de l’université de Nancy. Au cours des cinq années suivantes, il se lie d’amitié avec Emmanuel Yoka et André Milongo, fréquente François Olassa, Édouard Ebouka-Babackas, Alexis Gabou, Jean-Martin Mbemba, et Pierre Moussa. En 1963, il est reçu major au Certificat d'aptitude à la profession d'avocat (CAPA).

### Le premier avocat congolais (1964-1968)
Malgré cette réussite académique, le barreau de Nancy rejette sa demande d’accès au stage professionnel par Décision du Conseil de l’Ordre du 20 janvier 1964, au motif qu’il ne satisfaisait pas à la condition de la nationalité française. En effet, en dépit des conventions judiciaires passées entre 1960 et 1961 par l’État français avec la majorité de ses anciennes colonies qui fondaient une réciprocité d’établissement, les barreaux français, notamment de province, ont à diverses reprises mis en délibéré ou refusé l’inscription au tableau d’avocats ressortissants d’un État africain. Aloïse Moudileno-Massengo attaque en justice et obtient gain de cause : la décision est cassée par la Cour d’Appel le 4 mars 1964 et entre dans la jurisprudence
En 1964, à 31 ans, Aloïse Moudileno-Massengo est le premier avocat congolais intégré dans un barreau français ainsi que le premier avocat noir du barreau de Nancy, où il exerce jusqu’en 1966.
De retour au Congo fin 1966, celui qui sera ensuite connu sous le nom de « Maître Moudileno-Massengo » a été nommé avocat-défenseur près la Cour d’appel de Brazzaville par arrêté du garde des sceaux, ministre de la Justice du 13 janvier 1967, devenant ainsi le premier avocat congolais du barreau de Brazzaville, et comptant ainsi parmi les premières personnalités du monde judiciaire de la république du Congo. Il échange avec la nouvelle élite africaine opposée au néo-colonialisme, dans le prolongement de la militance menée au sein de l'Association des Étudiants Congolais, affiliée à la Fédération des Étudiants d’Afrique Noire Francophone (FEANF) initiée par son aîné Lazare Matsocota et relayée par son ami d'enfance Léonard Mitudidi qui, avec le soutien du mouvement Action congolaise comprenant Mambou Aimée Gnali, Joseph Miehakanda, Haidra Baba, Samba Dacon, l'inciteront en 1958 à devenir rédacteur en chef de l’Étudiant congolais. Dans cette dynamique, il participe en qualité de juriste à la Conférence des Nations unies sur le droit des traités à Vienne (Autriche) au printemps 1968.
Il quitte le barreau de Brazzaville en 1968, pour entrer au gouvernement.

### Au gouvernement (1968-1972)
En août 1968, Aloïse Moudileno-Massengo est appelé au poste de garde des sceaux, ministre de la Justice et du Travail par le président de la République Alphonse Massemba-Débat. À 35 ans, il fait partie, avec Ambroise Noumazalaye, Claude-Ernest Ndalla, Justin Lekoundzou et Pierre Nzé (en), de la génération montante des jeunes cadres formés dans les universités françaises et formés politiquement par les cercles anti-colonialistes de l’Association de Étudiants Congolais en France (AEC) et de la FEANF, dont l’ascension au sein du parti au pouvoir et de l’appareil d’État, participe au renouvellement de la classe dirigeante.
Le capitaine Marien Ngouabi, prend le pouvoir début septembre et, sur les conseils de Jacques Opangault (fondateur du Mouvement socialiste africain affilié à la SFIO) reconduit Aloïse Moudileno-Massengo dans ses fonctions au sein du nouveau gouvernement annoncé le 6 septembre 1968. Ministre de la Justice, Aloïse Moudileno-Massengo défend les conditions des prisonniers et le maintien de leur dignité. En août 1968, il prescrit aux régisseurs des Maisons d’Arrêt un ensemble de consignes interdisant les pratiques contribuant à humilier et avilir les individus incarcérés. Dans le même esprit humaniste, il tente de faciliter la réhabilitation par l’instruction et installe des lieux de lecture dans les prisons. Dès cette époque, il revendique de considérer les actes et les capacités  des individus avant leur appartenance ethnique, ce qui le conduit, à sa prise de fonction au ministère de la Justice, à écarter le directeur de cabinet en place, pourtant originaire du Pool comme lui, au profit d'un jeune juriste natif de la Cuvette, Emmanuel Yoka, dont il connaissait l'excellence.
Il est confirmé à son poste au cours des nombreux remaniements ministériels successifs et progresse dans l'ordre protocolaire. Lors du remaniement du 21 juin 1969, il devient la troisième personnalité du gouvernement. Henri Lopes souligne la jeunesse de l'équipe gouvernementale "Le chef de l'Etat Marien Nouabi et le premier ministre Alfred Raoul  n'avaient que trente ans. Notre doyen, le Garde des Sceaux Aloïse Moudileno-Massengo en avait trente-six". Le régime évolue ensuite vers un marxisme-léninisme orthodoxe. Le Mouvement national de la révolution est remplacé en décembre 1969 par le Parti Congolais du Travail (PCT), doté d’un Comité Central dont Aloïse Moudileno-Massengo est membre. Une nouvelle constitution est mise en place instituant la république populaire du Congo. Garde des Sceaux, il organise le procès du triple assassinat des hauts-fonctionnaires Matsocota, Pouabou et Massouémé, établit la vérité sur les commanditaires, alors hauts dignitaires politiques, information qui  ne sera pas rendue public, le procès étant à huis clos.
En 1970 et 1971, le durcissement de l’orientation marxiste alimente plusieurs tentatives de soulèvements (Pierre Kinganga, Bernard Kolélas). Cette menace « contre-révolutionnaire » galvanise l’aile gauche du parti menée par les anciens leaders maoïstes des mouvements de jeunesse et des milices paramilitaires, Ange Diawara, Ambroise Noumazalaye et Claude-Ernest Ndalla  qui, en décembre 1971, tentent de mettre Marien Ngouabi en minorité lors de la session extraordinaire du Comité Central du PCT, convoquée à la suite des grèves estudiantines de novembre 1971. Le président neutralise l’attaque en s’appuyant sur l’aile droite du parti. Le Bureau Politique et le Conseil d’État sont recomposés avec une montée en puissance politique de Moudileno-Massengo qui, remplaçant Alfred Raoul, devient vice-président du Conseil d’État et vice-président de la république.
La marginalisation de l’aile gauche du parti alimentera une tension politique extrême au sein du parti conduisant à une tentative de putsch le 22 février 1972, dite mouvement du M 22, menée par Ange Diawara. Avec d’autres personnalités classées à droite (Ekamba-Elombé, P. Nzé (en) et H. Lopes), Aloïse Moudileno-Massengo est  arrêté par les mutins, enfermé à la prison de Makala,(sud-ouest de Brazzaville) puis libéré par des gardiens. Le putsch manqué est suivi d’une épuration avec de nombreuses destitutions et condamnations . Une cinquantaine de peines capitales sont prononcées par une Cour Martiale présidée par Marien Ngouabi, rapidement commuées en perpétuité  puis amnistiées au cours des semaines suivantes.
Numéro deux du régime, Aloïse Moudileno-Massengo, effectue de nombreuses missions diplomatiques en Afrique, Asie et Europe. Il représente notamment le PCT aux obsèques du président Kwame Nkrumah à Conakry en mai 1972. Mais son espace politique se réduit en raison de la concentration du pouvoir entre les mains du Commandant Marien Ngouabi (président de la République, président du comité central du PCT, chef de l’État, chef du gouvernement, président du Conseil d’État), du retour en grâce de leaders de l’aile gauche, du pouvoir croissant des militaires au détriment des universitaires, et de la progression du tribalisme politique.

### Leader de l’opposition en exil (1972-1990)
En août 1972, au cours d’un voyage en république démocratique d’Allemagne, il démissionne de ses fonctions.
La radio congolaise le présente le 12 août comme « accusé de forfaiture » et « en fuite à l'étranger ». Sa lettre de démission adressée le 5 août 1972 à Marien Ngouabi, largement diffusée , détaille l’étendue de leurs divergences politiques. Sa décision fera l'objet de critiques sévères de la part de ses concurrents politiques mais également de son mentor Jacques Opangault qui pressent la rupture du fragile équilibre Nord-Sud. Il est remplacé au poste de vice-président par Ange Edouard Poungui et au poste de garde des sceaux et ministre du Travail par Alexandre Denguet. Sur une ligne qualifiée par certains de « marxiste modéré », il organise et anime le principal mouvement d’opposition extérieur au régime de Joachim Yhombi-Opango (président de 1977 à 1979). Créé en novembre 1976, son parti le FeDeRCO est considéré alors comme le principal parti d’opposition en exil.
Dans son ouvrage Procès de Brazzaville, le réquisitoire, publié en 1978, il soutient que, à la demande du Comité militaire du parti [xxiv], l’assassinat du président Marien Ngouabi, originaire de la région de la Cuvette aurait été imputé à des leaders politiques de la région du Pool entraînant leur exécution précipitée (Alphonse Massamba-Débat, Emile Biayenda, L. Kimbouala-Nkaya…).
Sur cette ligne, Aloïse Moudileno-Massengo sera un des opposants les plus emblématiques au régime de Denis Sassou-Nguesso de 1979 à 1991, à travers le Mouvement patriotique congolais qu’il préside, créé en octobre 1983 avec le Dr Ekondy-Akala (d) et relayé par le journal Front Commun diffusé depuis Strasbourg. En 1985, le département américain du Commerce identifie le Mouvement patriotique congolais comme la principale opposition en exil, tout en soulignant son faible impact, en raison de la tactique efficace de Denis Sassou-Nguesso consistant à affaiblir l’opposition en intégrant ses leaders à des postes élevés tout en conservant un contrôle complet de l’État par la présence aux postes-clefs (forces armées et de services de sécurité) de membres de sa famille, de son village d’Oyo ou des personnes originaires de la Cuvette. Relatant sa mission de « conversion des adversaires du régime en amis du régime », l'ancien directeur général de la Sureté d’État indique que « Moudileno-Massengo et Ekondy Akala sont les plus offensifs(...), ne se contentent pas de se réfugier mais nuisent au régime ».

### Conférence Nationale Souveraine et multipartisme (1991-1997)
En 1990, Aloïse Moudileno-Massengo publie un document intitulé Appel à la Nation et signé par les principaux partis de l’opposition intérieure et en exil à savoir B. Kolélas, A. Hombessa, J. Nkouka, Ekondy Akala. Parmi 84 autres partis ou associations politiques, il siège (avec le Dr Ekondy-Akala) au titre du Mouvement patriotique congolais à la conférence nationale souveraine mise en place en février 1991. Selon certains, il apparaît alors « comme l'un des plus crédibles successeurs potentiels de Denis Sassou-Nguesso ». Aloïse Moudileno-Massengo fait partie des délégués qui soutiennent André Milongo, finalement désigné comme premier ministre de transition en juin 1991, puis à la présidentielle de 1992.
En avril 1992, il est nommé directeur général adjoint de Elf-Congo, à la demande de l’État congolais, actionnaire. Cette nomination s’inscrit dans le contexte de la remise à plat des relations entre le Congo et les compagnies pétrolières demandée par la conférence nationale souveraine, la gestion du pétrole étant jusqu’alors organisée par des conventions considérées par certains comme étant très asymétriques et « objet de peu de vigilance de la part des DGA de complaisance nommés par la partie congolaise ». Après avoir réussi à renégocier la part des recettes pétrolières versés à l’État congolais, le président Pascal Lissouba, élu en 1992 et rapidement aux prises avec des difficultés financières croissantes, en est venu à gager une partie importante des recettes futures puis a finalement cédé à Elf fin 1994 les 25 % que l’État détenait dans Elf-Congo, supprimant de droit le poste de DGA occupé par Aloïse Moudileno-Massengo.
Le 22 janvier 1993, une quinzaine de partis politiques dont le M.P.C. se rassemblent pour fonder le Centre Démocratique, dirigé par Moudileno-Massengo. Ce parti proposera une réforme du financement des partis politiques, pour réduire la corruption et éviter que les partis ne recrutent que dans leur proche entourage familial. Elle est rejetée par le pouvoir.

### Guerre civile et exil en France (1994-2020)
À partir de 1994, le poids des partis politiques se résume de plus en plus à leur capacité militaire, assurée par des forces étrangères et/ou par des milices à base ethnique. Refusant à la fois le tribalisme et la militarisation, le M.P.C. est progressivement marginalisé. Matondo cite le parcours d'Aloïse Moudileno-Massengo comme emblématique du fait que « au Congo, les responsables politiques non-armés font de la figuration ». La guerre civile du Congo-Brazzaville de 1997 conclue par la victoire militaire de Denis Sassou-Nguesso a conduit de nouveau Aloïse Moudileno-Massengo à l’exil en France à partir de 1998.

### Mort
Aloïse Moudileno Massengo est décédé à Nancy le 6 janvier 2020 à l'âge de 86 ans.

## Œuvres
- République populaire du Congo : une escroquerie idéologique ou Au cœur du long drame. 1, Les Faits, G. P. Maisonneuve et Larose, 1975.
- Procès de Brazzaville, le réquisitoire, Paris, [5 février 1978], L’Harmattan, 1986.
- Devant un observatoire à Paris : dimanche 18 novembre 2001, éditeur [Nancy] (5 rue Duc-Raoul, 54000), 2001
- Ntoumi : l'alibi, le démenti, le défi, Nancy, 2002.
- Le temps du dialogue et de la reconstruction : Congo-Brazzaville, Nancy, 2002
- Congo post-conflits armé,éditeur Nancy, 2004, en collaboration avec Théodore Malonga